# Holandia na Zimowych Igrzyskach Olimpijskich 1994
Holandię na Zimowych Igrzyskach Olimpijskich 1994 reprezentowało 21 zawodników: 13 mężczyzn i osiem kobiet. Był to piętnasty start reprezentacji Holandii na zimowych igrzyskach olimpijskich.

## Zdobyte medale
| Medal  | Zawodnik       | Dyscyplina          | Konkurencja               | Rezultat     |
| ------ | -------------- | ------------------- | ------------------------- | ------------ |
| Srebro | Rintje Ritsma  | Łyżwiarstwo szybkie | bieg na 1500 m mężczyzn   | 1:51,99 min  |
| Brąz   | Falko Zandstra | Łyżwiarstwo szybkie | bieg na 1500 m mężczyzn   | 1:52,38 min  |
| Brąz   | Bart Veldkamp  | Łyżwiarstwo szybkie | bieg na 10 000 m mężczyzn | 13:56,73 min |
| Brąz   | Rintje Ritsma  | Łyżwiarstwo szybkie | bieg na 5000 m mężczyzn   | 6:43,94 min  |

## Skład kadry

### Bobsleje
Mężczyźni
| Osada | Zawodnik              | Konkurencja | Ślizg 1 | Ślizg 2 | Ślizg 3 | Ślizg 4 | Łącznie | Pozycja |
| ----- | --------------------- | ----------- | ------- | ------- | ------- | ------- | ------- | ------- |
| NED-1 | Rob Geurts Rob de Wit | Dwójki      | 53,52   | 53,90   | 53,76   | 53,89   | 3:35,07 | 24.     |

### Łyżwiarstwo szybkie
Mężczyźni
| Zawodnik           | Konkurencja   | Konkurencja   | Konkurencja    | Konkurencja    | Konkurencja    | Konkurencja    | Konkurencja    | Konkurencja    | Konkurencja      | Konkurencja      |
| Zawodnik           | Bieg na 500 m | Bieg na 500 m | Bieg na 1000 m | Bieg na 1000 m | Bieg na 1500 m | Bieg na 1500 m | Bieg na 5000 m | Bieg na 5000 m | Bieg na 10 000 m | Bieg na 10 000 m |
| Zawodnik           | Czas          | Miejsce       | Czas           | Miejsce        | Czas           | Miejsce        | Czas           | Miejsce        | Czas             | Miejsce          |
| ------------------ | ------------- | ------------- | -------------- | -------------- | -------------- | -------------- | -------------- | -------------- | ---------------- | ---------------- |
| Gerard van Velde   | 37,45         | 21.           | 1:13,81        | 9.             |                |                |                |                |                  |                  |
| Arie Loef          | 37,52         | 24.           | 1:15,12        | 22.            |                |                |                |                |                  |                  |
| Nico van der Vlies | 37,94         | 31.           | 1:14,29        | 15.            |                |                |                |                |                  |                  |
| Arjan Schreuder    | 38,33         | 37.           | 1:15,19        | 24.            |                |                |                |                |                  |                  |
| Martin Hersman     |               |               |                |                | 1:53,59        | 8.             |                |                |                  |                  |
| Rintje Ritsma      |               |               |                |                | 1:51,99        | srebro         | 6:43,94        | brąz           | 14:09,28         | 7.               |
| Falko Zandstra     |               |               |                |                | 1:52,38        | brąz           | 6:44,58        | 4.             | 13:58,25         | 4.               |
| Jeroen Straathof   |               |               |                |                | 1:53,70        | 9.             |                |                |                  |                  |
| Bart Veldkamp      |               |               |                |                |                |                | 6:49,00        | 5.             | 13:56,73         | brąz             |

Kobiety
| Zawodnik          | Konkurencja   | Konkurencja   | Konkurencja    | Konkurencja    | Konkurencja    | Konkurencja    | Konkurencja    | Konkurencja    | Konkurencja    | Konkurencja    |
| Zawodnik          | Bieg na 500 m | Bieg na 500 m | Bieg na 1000 m | Bieg na 1000 m | Bieg na 1500 m | Bieg na 1500 m | Bieg na 3000 m | Bieg na 3000 m | Bieg na 5000 m | Bieg na 5000 m |
| Zawodnik          | Czas          | Miejsce       | Czas           | Miejsce        | Czas           | Miejsce        | Czas           | Miejsce        | Czas           | Miejsce        |
| ----------------- | ------------- | ------------- | -------------- | -------------- | -------------- | -------------- | -------------- | -------------- | -------------- | -------------- |
| Christine Aaftink | 41,01         | 19.           | 1;22,16        | 20.            |                |                |                |                |                |                |
| Annamarie Thomas  |               |               | 1:20,94        | 14.            | 2:03,70        | 5.             | 4:19,82        | 5.             | 7:32,39        | 10.            |
| Tonny de Jong     |               |               |                |                | 2:05,18        | 10.            | 4:25,88        | 11.            | 7:36,07        | 11.            |
| Carla Zijlstra    |               |               |                |                | 2:08,49        | 22.            | 4:23,42        | 9.             | 7:29,42        | 7.             |

### Narciarstwo dowolne
Mężczyźni
| Zawodnik          | Konkurencja        | Kwalifikacje | Kwalifikacje | Finał         | Finał         | Pozycja |
| Zawodnik          | Konkurencja        | Punkty       | Miejsce      | Punkty        | Miejsce       | Pozycja |
| ----------------- | ------------------ | ------------ | ------------ | ------------- | ------------- | ------- |
| Michiel de Ruiter | Skoki akrobatyczne | 168,39       | 17.          | Nie awansował | Nie awansował | 17.     |

### Short track
Mężczyźni
| Zawodnik         | Konkurencja    | Eliminacje | Eliminacje | Ćwierćfinały  | Ćwierćfinały  | Półfinały     | Półfinały     | Finał         | Finał         | Pozycja |
| Zawodnik         | Konkurencja    | Czas       | Pozycja    | Czas          | Pozycja       | Czas          | Pozycja       | Czas          | Pozycja       | Pozycja |
| ---------------- | -------------- | ---------- | ---------- | ------------- | ------------- | ------------- | ------------- | ------------- | ------------- | ------- |
| Erik Duyvelshoff | Bieg na 500 m  | 45,83      | 3.         | Nie awansował | Nie awansował | Nie awansował | Nie awansował | Nie awansował | Nie awansował | 22.     |
| Erik Duyvelshoff | Bieg na 1000 m | 1:34,37    | 2.         | Nie awansował | Nie awansował | Nie awansował | Nie awansował | Nie awansował | Nie awansował | 23.     |

Kobiety
| Zawodnik                                                                     | Konkurencja     | Eliminacje | Eliminacje | Ćwierćfinały   | Ćwierćfinały   | Półfinały      | Półfinały      | Finał          | Finał          | Pozycja |
| Zawodnik                                                                     | Konkurencja     | Czas       | Pozycja    | Czas           | Pozycja        | Czas           | Pozycja        | Czas           | Pozycja        | Pozycja |
| ---------------------------------------------------------------------------- | --------------- | ---------- | ---------- | -------------- | -------------- | -------------- | -------------- | -------------- | -------------- | ------- |
| Anke Jannie Landman                                                          | Bieg na 500 m   | 48,36      | 3.         | Nie awansowała | Nie awansowała | Nie awansowała | Nie awansowała | Nie awansowała | Nie awansowała | 19.     |
| Penèlope di Lella                                                            | Bieg na 500 m   | 48,44      | 4.         | Nie awansowała | Nie awansowała | Nie awansowała | Nie awansowała | Nie awansowała | Nie awansowała | 26.     |
| Penèlope di Lella                                                            | Bieg na 1000 m  | 1:47,54    | 4.         | Nie awansowała | Nie awansowała | Nie awansowała | Nie awansowała | Nie awansowała | Nie awansowała | 26.     |
| Anke Jannie Landman                                                          | Bieg na 1000 m  | 1:58,09    | 4.         | Nie awansowała | Nie awansowała | Nie awansowała | Nie awansowała | Nie awansowała | Nie awansowała | 28.     |
| Penèlope di Lella Priscilla Ernst Anke Jannie Landman Esmeralda Ossendrijver | Sztafeta 3000 m |            |            |                |                | 4:45,26        | 3.             | 4:45,40        | 6.             | 6.      |